# Guba Koricha
Guba Koricha est un woreda de la région Oromia, en Éthiopie.
Le woreda compte 122 335 habitants en 2007.
Sa principale agglomération est Komona.

## Géographie
Situé à l'ouest de la zone Mirab Hararghe (Ouest Hararghe), le woreda est à une trentaine de kilomètres à vol d'oiseau à l'ouest-sud-ouest d'Awash, à proximité de la zone Arsi dans la région Oromia, ainsi qu'à proximité de la région Afar.
| Mieso       | Mieso        | Chiro Zuria |
|             | Guba Koricha |             |
| Anchar (en) | Habro        | Kuni        |

La principale agglomération, Komona, est au-dessus de 1 800 m d'altitude, les sommets alentour culminant à 2 600 m d'altitude,.
Une route secondaire relie Komona à la route Awash-Harar, à 25 km vers le nord ; ainsi qu'à la route Gelemso-Mechara,  à 20 km vers le sud.
Le woreda appartient au bassin versant de l'Awash[à vérifier].

## Histoire
Avant la subdivision d'Anchar (en), au milieu des années 2000[à vérifier], le woreda Guba Koricha s'étendait jusqu'à la zone Arsi et jusqu'à la région Afar. Il avait alors une superficie de 1 477,66 km2[réf. souhaitée].

## Démographie
D'après le recensement national de 2007 réalisé par l'Agence centrale de statistique d'Éthiopie, le woreda compte 122 335 habitants et 2,4% de la population est urbaine.
La population urbaine correspond aux 2 875 habitants de Komona.
La majorité des habitants (93,3%) sont musulmans tandis que 6,4% sont orthodoxes.
En 2020, la population est estimée (par projection des taux de 2007) à 162 541 personnes.